# 異眼貓
異眼貓是指貓的其中一隻眼睛是藍色，而另一隻眼睛是綠色、黃色或褐色的現象。此為虹膜異色症發生在貓身上的情形，但也可能對其他動物造成影響。此種状况最常影響白色的貓，但其他顏色的貓也可能出现；只要當個體具有白色斑點基因時就有可能發生。

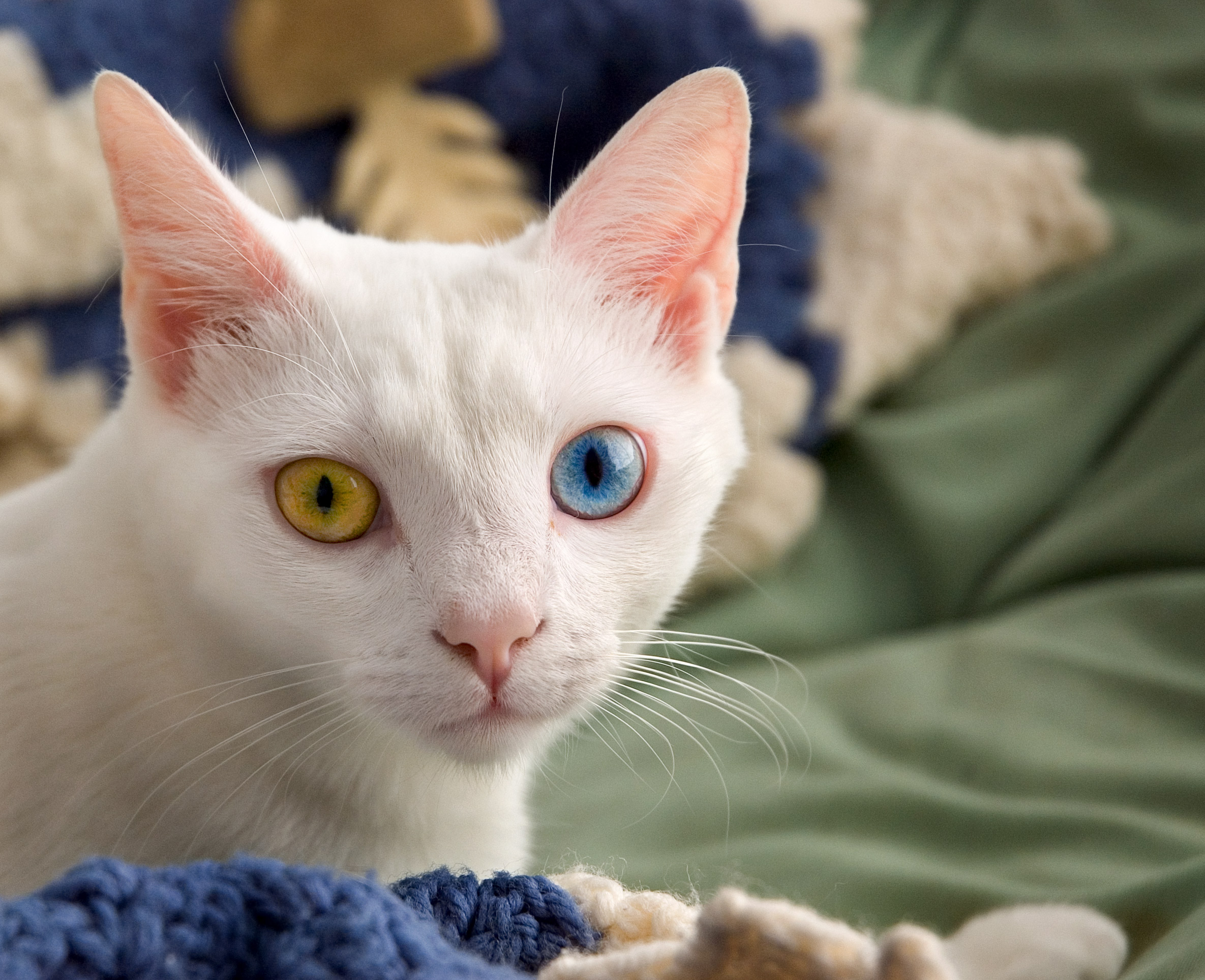
一隻具有異色虹膜的白貓

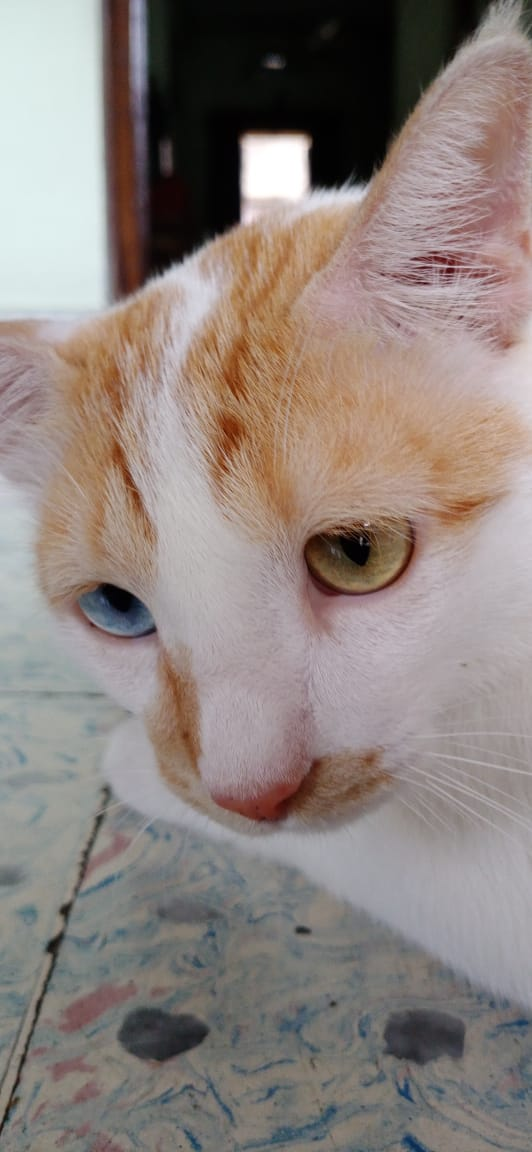
Odd Eyed Cat

## 起因
異眼貓的起因是由於上位性（顯性）基因白（可能改變任何其他顏色的基因，使其變成一隻完全白色的貓）或白色斑點基因（這是在雙色貓和晚禮服貓（Tuxedo Cat）身上存在的基因）在貓的生長期阻止了黑色素顆粒到達眼睛，造成一邊虹膜呈現藍色，而另一邊呈現綠色、黃色或褐色的情形。